# SUPER-UX
SUPER-UX (иногда SuperUX или Super-UX) — версия операционной системы Unix, используемая в суперкомпьютерах с архитектурой NEC SX. Она произошла от System V Release 4.2MP (SVR4.2MP), но имеет некоторые особенности, свойственные BSD и Linux, и дополнительные проприетарные компоненты, специфичные для суперкомпьютерной среды.
SUPER-UX использует файловую систему SFS (Supercomputer File System).
Суперкомпьютер Earth Simulator использовал операционную систему ES OS, основанную на SUPER-UX.